# Sigal Music Museum
O Sigal Music Museum é um museu de instrumentos musicais fundado em Greenville, em 2017. Seu acervo é um dos maiores acervos de instrumentos musicais históricos do país. Sigal Music Museum  Entre a coleção está um cravo tocado por Wolfgang Amadeus Mozart e um piano de cauda John Broadwood de 1845, tocado por Frédéric Chopin.
Uma de suas exposições de 2023 aborda a história da música country dos anos 1920 aos anos 1980.

## Ver Também
- Wolfgang Amadeus Mozart
- Frédéric Chopin